# Anguttara-nikája
Az Anguttara-nikája (aṅguttaranikāya, magyarul "A sorjázott gyűjtemény" vagy "A Számok Szerinti Gyűjtemény") buddhista szöveg, a théraváda buddhizmushoz tartozó páli kánon "három kosara" közül a Szutta-pitakában a negyedik vagy az ötödik gyűjtemény (nikája). Ez a nikája több ezer beszédet tartalmaz, amelyeket a történelmi Buddhának és tanítványainak tulajdonítanak. Az elválasztáson múlik, hogy az egyes könyvekben (nipáták) mennyi szutta van. A számuk 2308 és 2363 között van. Az óriási mennyiségű szöveg tizenegy könyvből áll. Az első nipáta az egyszer létező fogalmakat, dolgokat, okokat és motívumokat tartalmazza. A másodikban a kétszer létezőket és így tovább. A következő témák szerepelnek a hármas csoportban: a gondolatból, szóból és tettből álló háromfajta cselekedet, a szerzetesek három fajtája, a három isteni hírnök (öregség, betegség és halál), ezek három okai és így tovább. A szövegekben sűrűn fordulnak elő mondások is, amelyek olyan állításokat tesznek, amelyek a Szutta-pitaka korábban tárgyalt részeivel állnak összefüggésben. Ez a viszonylag későn keletkezett mű Buddhának már isteni tévedhetetlenséget tulajdonít.
Az Anguttara-nikája megfelel a számos szanszkrit nyelvű korai buddhista iskolához tartozó Szutra-pitakákban található Ékóttara-ágamának. Ezek a szövegek teljes egészében léteznek kínai fordításban. Úgy tartják, hogy ezek a mahászánghika vagy szarvásztiváda iskolák verzióiból erednek.

## Tartalma
Az Anguttara-nikája hatalmas terjedelmű gyűjtemény. A következő felsorolások csak néhány dolgot említenek az egyes nipáták témái közül:
1. Ékaka-nipáta (243): A tudat lehet összpontosított vagy szétszórt, képzett vagy képzetlen, művelt vagy műveletlen. A nézetek és az összpontosítás lehet helyes és helytelen.
2. Duka-nipáta (244): Kétféle karma és annak okai, anyagi vagy szellemi természetű ajándék, kétféle szangha (szerzetesi közösség).
3. Tika-nipáta (245): a test, a beszéd és az elme hármas vétsége, illetve a három dicséretes cselekedet: nagylelkűség, lemondás és a szülőkről való gondoskodás. A helyes erőfeszítések: a még fel nem támadt ártó állapotok ellenőrzésére, a még fel nem támadt kedvező állapotok kifejlesztése és a feltámadt ártó állapotok megszüntetése. Három tévhit.
4. Csatukka-nipáta (246): Az eltévelyedett dicsőíti a méltatlant, gyalázza a tiszteletreméltót, örül mikor nincs helye az örömnek, és nem örül mikor oka lenne rá. Négyféle ember van: nem bölcs és nem jámbor, nem bölcs, de jámbor, bölcs, de nem jámbor, bölcs és jámbor. Négyféle boldogság létezik: megfelelő környezetben élni, egy kiváló emberrel kapcsolatban lenni, az önmegvalósítást gyakorolni és a múltban felhalmozott erényeket élvezni. Szerzeteseket és apácákat (bhikkhu és bhikkhuni) megóvó négy tulajdonság. A négy hibás nézet: állandóság, fájdalom, én, tisztaság. A szellemi jólét négy feltétele: magabiztosság, erkölcs, jótékonyság és bölcsesség. A négy elem: föld, víz, tűz, szél.
5. Panycsaka-nipáta (247): A tanítványok öt nemes tulajdonsága: mértéktelenség, tiszteletadás, tartózkodás az avatatlan cselekvéstől, tetterő és bölcsesség. Öt szellemi akadály: érzéki vágy, rosszakarat, tunyaság, nyugtalanság és kétely. A meditáció öt tárgya: tisztátalanság, éntelenség, halál, étel iránti ellenszenv, a világ örömtelensége.
6. Cshakka-nipáta (248): A szerzetesek kötelességeiről.
7. Szattaka-nipáta (249): A gazdagság és a ragaszkodás hét fajtája.
8. Atthaka-nipáta (250): Az éberség, az adakozás és a földrengés nyolc oka.
9. Navaka-nipáta (251): Kilencféle elmélkedés: tisztátalanság, halál, étel iránti ellenszenv, világ iránti közöny, állandótlanság, az állandótlanságból fakadó szenvedés, éntelenség, lemondás, egykedvűség.
10. Daszaka-nipáta (252): Tíz fajta elmélkedés: állandótlanság, éntelenség, halál, étel iránti ellenszenv, világ iránti közöny, a csont, a bomló test négy állapota, úgy mint a féregrágta, a rothadástól fekete, a rohadástól széteső, püffedt. A megtisztulás tíz fajtája.
11. Ékadaszaka-nipáta (253): A boldogságnak, a nirvána útjának, a világi ember és a szerzetes rossz és jó tulajdonságainak tizenegy fajtája.

## Fordítások
Az Anguttara-nikája teljes szövegét ezidáig nem fordították le magyarra, viszont sok beszédet igen.
A Számok szerinti gyűjtemény főbb hazai fordítói Tóth Kata, Fenyvesi Róbert, Koltai László, Kolozsvári Ágnes, Martinusz Mária, Máthé Veronika, Sándor Ildikó, Kertész Zsolt, Kertész Ágnes, Mrovcsák Zoltán, Darvas Gabriella, Csikós Henriett, Nyitrai Gábor, Tóbel Ibolya és Szirmai Balázs. Ezek hozzáférhetők ingyenesen is az interneten.
Angol nyelvű fordítások:
- The Book of the Gradual Sayings, ford. F. L. Woodward és E. M. Hare, 1932-6, 5 kötet, Pali Text Society , Bristol
- Numerical Discourses of the Buddha, ford. Bhikkhu Bodhi, 2012, 1 kötet, Wisdom Publications , Somerville, MA